# 丸三计划
丸三计划（Maru 3 Keikaku, Dai-San-Ji Kaigun Gunbi Hojū Keikaku），也被称作"三圈"计划。是大日本帝国海军在1930年至二战期间提出的四个扩充计划中的第三个计划。

## 背景
1935年12月9日，在伦敦召开的海军军备限制会议上由于英美产生巨大的分歧，所以日本政府在1936年1月15日退出该会议。1937年1月1日，华盛顿海军条约，伦敦海军条约到期后，日本海军进入无条约时代。1937年（昭和十二年），日本海军终于从海军条约的桎梏中解脱出来之后开始大规模的扩充海军军备。在这一年进行了一个海军计划，被称为“第三次海军军备扩充计划”即丸三计划。

## 计划项目列表
总预算：806549000日元
（预算申报时吨位，计划通过时所拨预算→1941年追加后实际预算）
- 战列舰2艘

（38000吨，9800万日元→10793.3075万日元×2）
大和型：第1号舰大和号，第2号舰武藏号
- 航空母舰2艘

（24500吨，8085万日元→8449.6983万日元×2）
翔鹤级：第3号舰翔鹤号，第4号舰瑞鹤号
- 敷设舰1艘（甲）

（11600吨，2494万日元→2605.9982万日元）
第5号舰日进号
- 敷设舰1艘（乙）

（5000吨，975万日元→1048.1573万日元）
第6号舰津轻号
- 急设网舰2艘

（2000吨，450万日元→473.2622万日元×2）
初鹰级：第7号舰初鹰号，第8号舰苍鹰号
- 海防舰4艘

（1200吨，306万日元→321.6528万日元×4）
占守级：第9号舰占守号，第10号舰国后号，第11号舰八丈号，第12号舰石垣号
- 炮舰2艘（甲）

（1000吨，330万日元→347.4301万日元×2）
桥立级：第13号舰桥立号，第14号舰宇治号
- 炮舰2艘（乙）

（270吨，117.4500万日元→121.8111万日元×2）
伏见级：第15号舰伏见号，第16号舰隅田号
- 驱逐舰18艘

（2000吨，900万日元→967.9191万日元×18）
阳炎级：第17号舰阳炎号，第18号舰不知火号，第19号舰黑潮号，第20号舰亲潮号，第21号舰早潮号，第22号舰夏潮号，第23号舰初风号，第24号舰雪风号，第25号舰天津风号，第26号舰时津风号，第27号舰浦风号，第28号舰矶风号，第29号舰滨风号，第30号舰谷风号，第31号舰野分号，第32－34号舰
- 潜艇2艘（甲）

（2000吨，1456万日元→1306.2460万日元×2）
伊九型：第35号舰伊九，第36号舰伊十